# Theresa de Bavaria
Prințesa Theresa de Bavaria (germană Therese Charlotte Marianne Auguste von Bayern; 12 noiembrie 1850, München – 19 decembrie 1925, Lindau) a fost o prințesă bavareză, etnolog, zoolog și botanist germană.

## Biografie
Prințesa Therese Charlotte Marianne Augusta de Bavaria a fost singura fiică din cei patru copii ai Prințului Regent Luitpold al Bavariei și a soției acestuia, Arhiducesa Augusta de Austria, nepoata Marelui Duce Ferdinand al III-lea de Toscana. A fost educată alături de frații ei Arnulf și Ludwig.
De copil Theresa a arătat o abilitate extraordinară pentru limbi străine, precum și un interes deosebit pentru plante. În 1864, când Theresa avea 13 ani, tragedia a lovit familia când mama ei a murit. În același an, vărul ei, în vârstă de 18 ani, Ludwig, a devenit regele Ludwig al II-lea al Bavariei.
Mai târziu, Theresa se va îndrăgosti de fratele mai mic al regelui, Otto, care mai târziu va domni sub numele de Otto I al Bavariei. Totuși, Otto, ca și fratele lui, va fi considerat nepotrivit din cauza unei boli psihice. În ciuda faptului că dragostea lor a fost reciprocă, boala mintalp a lui Otto precum și întreaga situație a tatălui ei servind ca prinț regent a însemnat că cei doi nu vor putea fi împreună.

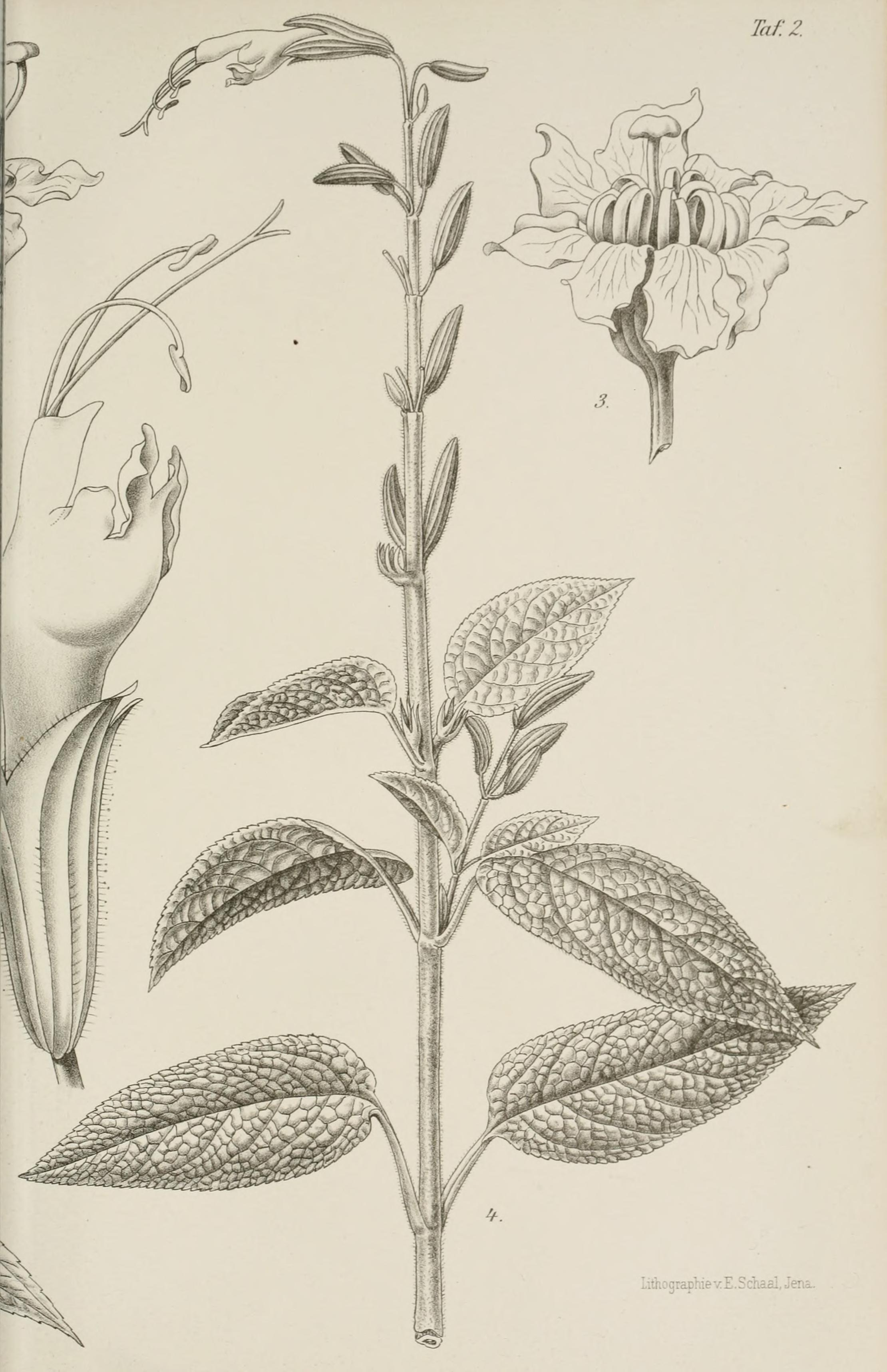
Planșă realizată de Prințesa Therese

Theresa nu s-a căsătorit niciodată, rămânând o celibatară toată viața ei. Ea a fost considerată o femeie încrezătoare, independentă și una cu pasiuni neobișnuite. A fost o reprezentată de seamă a femeilor din acele timpuri. Interesele sale în geologie, botanică, antropologie, zoologie au necesitat profesori particulari, femeile nefiind considerate apte să studieze la universități. Femeilor li s-a permis accesul în universităță în 1903, când tatăl Theresei a legalizat acest lucru.
La vârsta de 21 de ani ea a început un tur al Europei și al Africii de Nord. A învățat să citească și să scrie în 12 limbi. De obicei a călătorit cu un grup de oameni care au servit-o, inclusiv o doamnă de onoare. De-a lungul vieții sale Theresa a făcut numeroase călătorii în alte țări, unde a colectat specimene din flora și fauna locală. Ea a scris o serie de cărți despre aceste excursii în care ea a descris istoria naturala a locurilor pe care le-a vizitat. Lucrările ei timpurii au fost publicate sub pseudonimul "Th. v. Bayer".
În 1892 Theresa a devenit prima femeie membru de onoare a Academiei Bavareze de Științe și Umanistică. În același an, a devenit membru de onoare al Societății de Geografie München. În 1897 a devenit prima femeie care a primit un doctorat onorific de la Universitatea Ludwig Maximilian din München. De asemenea, a fost membru corespondent al Societății entomologica din Berlin.